# Włoska Partia Liberalna
Włoska Partia Liberalna (wł. Partito Liberale Italiano, PLI) – włoska liberalna partia polityczna.

## Historia
Partia Liberalna działała w okresie przedwojennym, została jednak rozwiązana w czasie dyktatury Benita Mussoliniego. Po upadku reżimu faszystowskiego została reaktywowana, wchodząc w 1943 w skład Komitetu Wyzwolenia Narodowego. Formalnie zarejestrowana w 1944. Uczestniczyła w gabinecie tymczasowym, którym kierował Pietro Badoglio, następnie z przerwami w kolejnych rządach do drugiej połowy lat 50. W późniejszych latach z reguły pozostawała w opozycji. Od lat 80. ponownie z reguły współtworzyła koalicje rządowe. W pierwszej połowie lat 90. jej działacze okazali się zamieszani w afery korupcyjne i polityczne (tzw. Tangentopoli), na początku 1994 PLI podjęła decyzję o rozwiązaniu, a wielu jej działaczy zasiliło nowo powstałe ugrupowanie pod nazwą Forza Italia.
Liderami PLI w okresie powojennym byli m.in. Benedetto Croce, Bruno Villabruna, Gaetano Martino, Giovanni Malagodi, Agostino Bignardi, Valerio Zanone, Alfredo Biondi, Renato Altissimo i Raffaele Costa. Z ugrupowania wywodziło się dwóch pierwszych prezydentów okresu powojennego: Enrico De Nicola i Luigi Einaudi.
W 2004 Stefano De Luca utworzył nowe ugrupowanie pod nazwą Włoska Partia Liberalna, odwołujące się wprost do historycznej PLI.

## Wyniki wyborcze
Wyniki do Izby Deputowanych:
- 1948: 3,8% głosów, 19 mandatów
- 1953: 3,0% głosów, 13 mandatów
- 1958: 3,5% głosów, 17 mandatów
- 1963: 7,0% głosów, 39 mandatów
- 1968: 5,3% głosów, 31 mandatów
- 1972: 3,9% głosów, 20 mandatów
- 1976: 1,3% głosów, 5 mandatów
- 1979: 1,9% głosów, 9 mandatów
- 1983: 2,9% głosów, 16 mandatów
- 1987: 2,1% głosów, 11 mandatów
- 1992: 2,8% głosów, 17 mandatów

W wyborach do Parlamentu Europejskiego I kadencji (1979) PLI uzyskała 3 mandaty. W 1984 i 1989 tworzyła wspólne listy z republikanami, które wprowadzały odpowiednio 5 i 4 eurodeputowanych. PLI należała do Partii Europejskich Liberałów, Demokratów i Reformatorów.